# La doppia vita del giudice Savage
La doppia vita del giudice Savage (titolo originale Judge Savage) è un romanzo del 2003 dello scrittore inglese Tim Parks.

## Trama
Dopo essere stato nominato giudice penale, Daniel Savage sente che è giunto il tempo di importanti cambiamenti nella sua vita: l'acquisto di una bella villetta fuori città, un pianoforte Steinway per la moglie Hilary, dedicare più tempo ai figli Sarah e Tom e chiudere per sempre con le avventure extraconiugali.
Un anno prima il matrimonio era andato in crisi: dopo che Hilary aveva scoperto la relazione fra Daniel e Jane, Daniel aveva lasciato la casa e si era trasferito nell'albergo Cambridge; tuttavia i Savage erano riusciti a riconciliarsi, anche se da qualche tempo Daniel riceve lettere anonime che lo accusano di essere sempre infedele.
Savage sembra il perfetto gentiluomo inglese, ma sa che la sua apparenza di uomo dalla pelle scura - di origine brasiliana ed adottato in una famiglia della "migliore borghesia" inglese - ha sempre il suo peso, e forse anche grazie a questa sua "diversità" ha ottenuto il posto di giudice. Adesso la condotta di Savage dentro e fuori il tribunale deve essere limpida, anche se non è semplice per Daniel: Minnie Kwan, la giovane di origine coreana che era stata sua amante qualche tempo prima, lo sta cercando con insistenza perché il padre ed i fratelli la opprimono ed ha bisogno di aiuto.
Nel frattempo in tribunale il giudice Savage presiede diversi processi: un uomo accusato di molestie sessuali verso una giovane disabile, un padre accusato di aver rotto il polso al figlio, il caso di un ragazzo malato di cancro, morto dopo essere stato sottratto alle cure dalla famiglia.

## Edizioni
- Tim Parks, La doppia vita del giudice Savage, traduzione di Silvia Artoni, collana Fabula, Adelphi, 2005,  p. 403, ISBN 978-88-459-1993-0.